# Słowacka Akademia Nauk
Słowacka Akademia Nauk (słow. Slovenská akadémia vied) – główna instytucja naukowa i badawcza na Słowacji. Zajmuje się regulacją normatywną języka słowackiego oraz wspiera badania od podstawowych po zasadnicze o charakterze strategicznym.
Została założona w 1942 r., zamknięta po II wojnie światowej, ustanowiona ponownie w 1953 r.
Jej naczelną misją jest zdobywanie wiedzy o naturze, społeczeństwie i technologii ukierunkowanymi na zapewnienie podstaw naukowych Słowacji.
Siedziba akademii znajduje się w Bratysławie, natomiast centrum konferencyjne – w pałacu w Smolenicach.